# 亞沃爾尼克

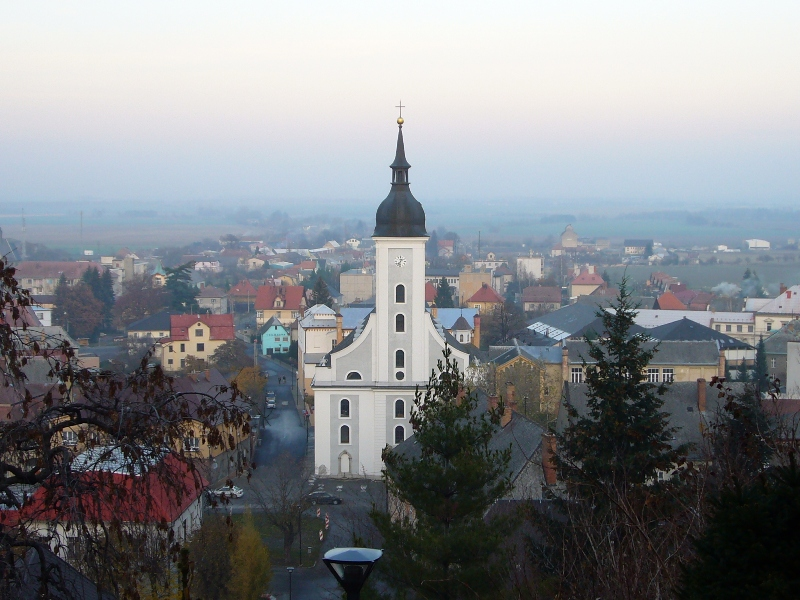

亞沃爾尼克是捷克的城鎮，位於該國東北部，距離耶塞尼克22公里，由奧洛穆克州負責管轄，始建於十四世紀，面積77.43平方公里，海拔高度295米，2006年人口共 3,014。

## 外部連結
- Municipal website （页面存档备份，存于）
- Website of microregion Javornicko （页面存档备份，存于）
- Web-page about the Rychlebské Hory and Jeseníky mountains （页面存档备份，存于）
- Web-page about the Rychlebské Hory region （页面存档备份，存于）